# Lian Li
Lian Li Industrial est une entreprise taïwanaise spécialisée dans la fabrication de boitier informatique.